# Monnaie coulée
 (mars 2009).
Si vous disposez d'ouvrages ou d'articles de référence ou si vous connaissez des sites web de qualité traitant du thème abordé ici, merci de compléter l'article en donnant les références utiles à sa vérifiabilité et en les liant à la section « Notes et références ».
Pour les articles homonymes, voir Monnaie (homonymie).
Une monnaie coulée est l’ensemble des monnaies produites par fusion, c’est-à-dire en versant un métal liquide dans un moule ou empreinte creuse, de telle manière qu’après solidification on obtient l’aspect désiré.

## Technique

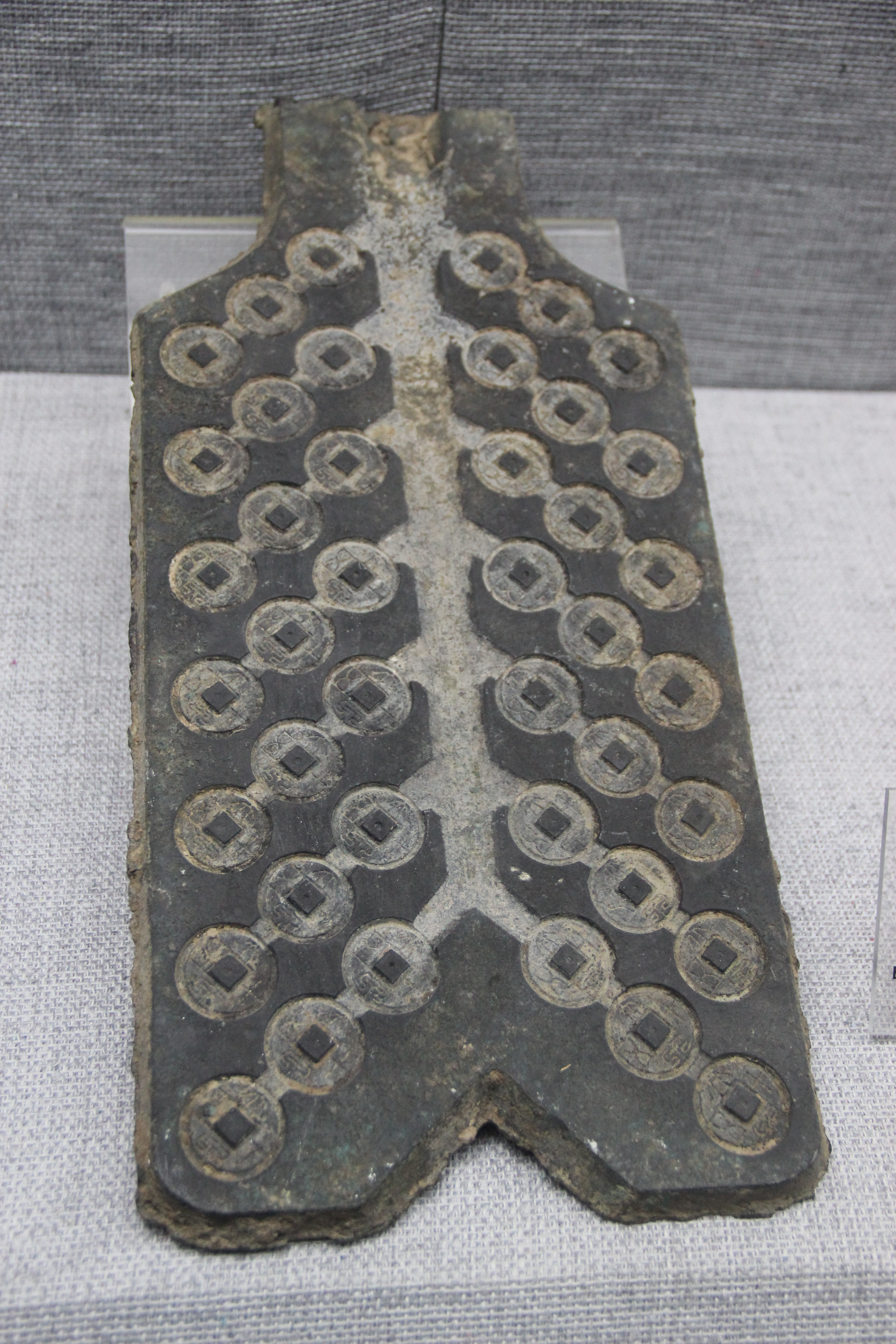
Moule à pièces, Chine, dynastie Han : démoulées, elles sont enfilées sur une tige à coin rectangulaire et meulées.

Cette technique est relativement simple. Durant le processus, l'aspect le plus difficile est la création du modèle ou matrice de départ avec lequel on fabrique les empreintes. Durant l’Antiquité, les modèles étaient fabriqués en matériaux nécessairement réfractaires, que l'on incisait le temps de la gravure, ou bien on utilisait une monnaie déjà existante dont on prenait une empreinte en négatif. À partir de ce modèle, la fabrication des empreintes ou moules utilisent donc des matériaux réfractaires, comme l’argile, le plâtre, la stéatite, voire le sable. En Chine, les premiers moules sont en pierre et en bronze.
Bien que ce système soit le plus simple, il ne fut pas le plus ancien ni le plus utilisé. Sa simplicité a de fait été son premier inconvénient : l’extrême facilité à produire des falsifications. Les premières monnaies d'or et d'argent, au VIIe siècle sont frappées au marteau, et n'ont jamais été produites coulées à partir d'or ou en d'argent en fusion, métaux par ailleurs ductibles. La fusion a été utilisée pour les premières monnaies chinoises et romaines, parce qu’il était impossible de battre des monnaies de bronze, de cuivre ou de laiton, avec un poids requis de 300 grammes et plus.
On trouve des monnaies moulées produite assez tardivement, jusqu'au XIXe siècle par exemple au Maroc, et dans le Sous-continent indien, en cuivre et en étain.

## Monnayage ancien

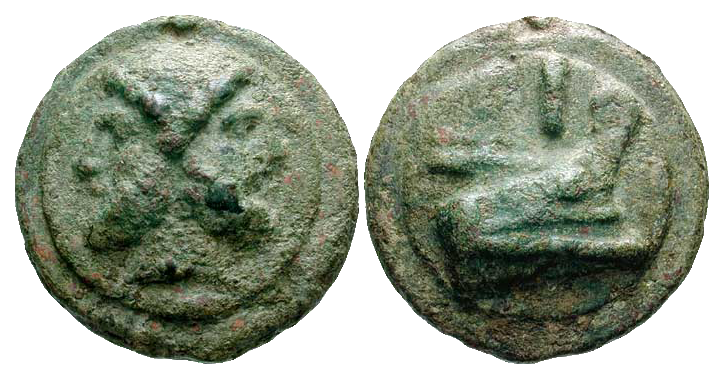
Aes grave, 240-225 av. J.-C.

Dans le monde antique gréco–romain, les monnaies coulées étaient produites en Italie centrale, par les peuples étrusque, latin et italique. Les monnaies coulées sont communément appelées Aes grave.
Comme cas particulier il y a le monnayage de Acragas (Agrigente) : les premières monnaies en bronze de cette cité étaient coulées et de forme conique. Il y avait aussi les monnaies coulées à Himera avec une forme plus traditionnelle. Ces types de monnaies sont localisés vers 430-420 av.J.-C..

Même la cité d'Olbia, sur la mer Noire, a produit des monnaies coulées, sans aucun lien avec celles d’Italie centrale. 

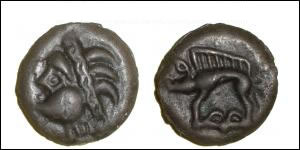
Monnaie gauloise en potin des Leuques.

Les Celtes ont abondamment produit des pièces coulées en plomb (rouelles, probablement à vocation cultuelle), et en potin, pièce de monnaie sur la base de pièces grecques fortement stylisées.
Dans le bas Empire, de Septime Sévère et au-delà, une partie du monnayage en bronze et constitué de monnaies coulées émises par les ateliers  provinciaux, en particulier depuis l’aire gallique. Parallèlement, se développe considérablement la production de faux, ce qui obligea l’empereur Constantin I à interdire de couler la monnaie à partir de 326.

## Monnayage oriental
En Asie, spécialement en Chine, étaient produites des monnaies coulées dans des moules; et ces monnaies appelées Cash ou sapèque avaient la particularité d’être percées au centre.

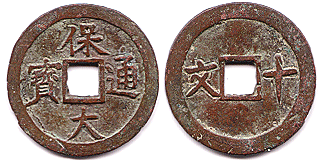
Une des dernières sapèques vietnamiennes coulées au nom de Bảo Đại, d'une valeur de 10 văn.

On pouvait produire en une seule coulée, deux douzaines de monnaies, dans le même moule ; par la technique de la coulée en grappe.
Cette méthode de production, du moins en ce qui concerne les monnaies de forme ronde et trouées, débute durant le IVe siècle av. J.-C., et a continué en Chine jusqu’au XIXe siècle, c’est-à-dire pendant deux millénaires (constituant un record de durée). Des monnaies similaires furent produites également en Corée, au Japon et au Viêt Nam, qui fut le dernier territoire à émettre des sapèques coulées, et ce jusqu'en 1933.